# Das lila Lied

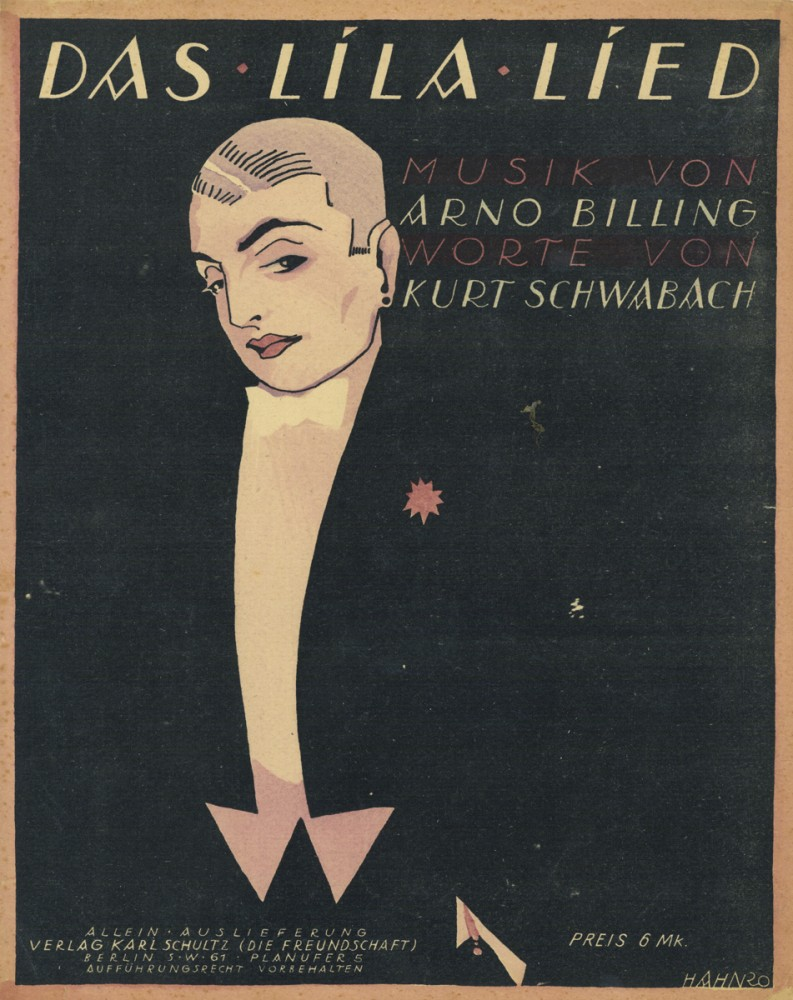
Das lila Lied (1920) im Verlag Karl Schultz. Illustration Albert Hahn jr.

Das lila Lied ist die erste Hymne der Homosexuellen aus dem Jahre 1920, der zur damaligen Zeit ein erstaunlicher Erfolg beschieden war.

## Historischer Kontext
Nach der Ausrufung der Weimarer Republik begann für die Lesben und Schwulen eine kurze Zeit der Verbesserung. Es war zwar ein dauerndes Auf und Ab, je nach den politischen Verhältnissen, aber durch die Etablierung grundlegender demokratischer Rechte und den Wegfall der Zensur kam es zu einem Auftrieb schwul-lesbischen Selbstgefühls, vor allem in den Städten und insbesondere in Berlin. Durch den Spielraum entstanden viele neue Verbände, Klubs und Kneipen. 1919 gründete Magnus Hirschfeld sein Institut für Sexualwissenschaft, im selben Jahr drehte Richard Oswald mit Anders als die Andern den ersten deutschen Kinofilm, der sich mit Homosexualität auseinandersetzte, und 1921 fand die „Erste internationale Tagung für Sexualreform auf sexualwissenschaftlicher Grundlage“ statt.

## Entstehung
Das Lila Lied wurde von zwei Menschen geschrieben. Den Text dichtete Kurt Schwabach, welcher – unterbrochen durch Emigration – noch bis Ende der 1950er Jahre viele populäre Schlager unter anderem für Evelyn Künneke, Zarah Leander und Freddy Quinn verfasste. Als Komponist war das Pseudonym Arno Billing angegeben; dahinter verbarg sich mit Mischa Spoliansky einer der erfolgreichsten Kabarett- und Revuekomponisten der Weimarer Republik. Beide versahen das Lied mit der Widmung „Dem unermüdlichen Forscher und Freund Herrn Sanitätsrat Dr. Magnus Hirschfeld zugeeignet.“
Die Noten erschienen im Herbst 1920 im Verlag Carl Schulz, welcher auch das Wochenmagazin Die Freundschaft herausgab. Der Erfolg war so groß, dass im Dezember desselben Jahres bereits die fünfte Auflage in Farbdruck und preisreduziert erschien.
Bald witterten auch die Plattenfirmen ein Geschäft. Nach heutigem Wissen gab es mindestens drei Einspielungen, alle von bedeutenden Plattenkonzernen. Wenige Monate nach den Noten kam eine Orchesteraufnahme mit Refraingesang in den Handel. Auf der zweiten Seite befand sich der populäre Schlager vom Bummelpetrus, und so wurde sie viele Jahre verkauft. Eine weitere Aufnahme stammte von einem der populärsten Salon- und Schallplattenorchester der Weimarer Zeit, dem Orchester Marek Weber.
Noch im Jahre 1921 erschienen die Noten für eine heterosexuelle Abwandlung unter dem Titel Sei meine Frau auf vierundzwanzig Stunden (für einen Tag und für eine süße Nacht), mit einem Text von Richard Bars, welche wenig später vom Orchester Dajos Béla aufgenommen wurde.
Eine Tonaufnahme aus der damaligen Zeit mit dem vollständigen Text ist unwahrscheinlich, da populäre Lieder, sofern sie nicht mit einem speziellen Künstler verbunden waren, allenfalls mit Refraingesang eingespielt wurden.

## Inhalt
Die Hymne besteht aus zwei Strophen und einem Refrain. Lila symbolisiert im Titel die Farbe einer ganzen Bewegung, anders als in der zweiten Lesben- und Schwulenbewegung nach dem Zweiten Weltkrieg, wo in Europa seither Rosa für die Schwulen und Violett für die Lesben und die engverzahnte Frauenbewegung steht.

„Irgendwer hat einmal das ganze abseitige Getriebe dieser Menschen, die weder schwarz noch weiß sind, als ein ‚Bild in Lila‘ bezeichnet, und so hat sich wohl der Begriff dieser zarten, weichen, halb unausgesprochenen Farbe auf die ganze Bewegung übertragen. Man spricht von der ‚Lila Nacht‘ von Berlin, kennzeichnet Zugehörige jener Kaste als ‚lila‘ – ja, es gibt ein Bundeslied, ‚Das Lila-Lied‘.“

Aus dem Duktus des Liedes sprechen Selbstbewusstsein und Stolz. Hirschfelds Sichtweise von Schwulen und Lesben als einem dritten Geschlecht findet sich in einigen Textzeilen wieder.
In der ersten Strophe wird gefragt, ob es Kultur ist, kluge und gute Menschen, die von einem besonderen Blut durchströmt sind, auszugrenzen und per Gesetz zu verbannen. Im Verbindungssatz wird festgestellt, dass die meisten Betroffenen trotz alledem stolz sind anders zu sein.
Der Refrain stellt mit „Wir sind nun einmal anders als die Andern“ den Unterschied fest, der auch darin besteht, dass man nicht „im Gleichschritt der Moral“ liebt wie der Rest der Welt, der sehr neugierig auf alles Außergewöhnliche ist, aber dann doch beim heteronormativen Standard bleibt, was man als Anderer selbst nie gefühlt hat.
In der zweiten Strophe wird gefragt, warum man gequält wird, die Moral der Umgebung anzunehmen, wenn man doch anders ist. Auch die Drohung, aufgehängt zu werden, wobei die Menschen, die dies verlangen, zu beweinen sind, wird einen Schwulen und eine Lesbe nicht davon abbringen, anders zu sein. Das Ende ist einer besseren Aussicht gewidmet, welche aber in Deutschland auf Grund des Nationalsozialismus erst 48 Jahre später langsam begann und in Österreich noch 2 Jahre später.
„Denn bald – gebt acht –

wird über Nacht

auch uns're Sonne scheinen.

Dann haben wir das gleiche Recht erstritten,

wir leiden nicht mehr, sondern sind gelitten!“

—– Kurt Schwabach: Das lila Lied, in: Wir sind, wie wir sind!

## Rezeption und Kritik
Das lila Lied gehörte rasch zur homosexuellen Kultur der Zeit, sei es im kleinen Kreis oder auf großen Bällen als besonderer Programmpunkt. Ein Stummfilmpianist erzählt, dass er es passend bei einer Filmstory à la Victor/Victoria eingesetzt hat. Eine besonders schräge Darbietung ist von Wilhelm Bendow überliefert, der die ganze Bühne lila auskleiden ließ und beim Vortrag einen extra angefertigten lila Smoking trug.
Ein zeitgenössischer Leserbrief beschreibt das Lied folgendermaßen: „Es schreit um Menschenrechte, um Erlösung von Fesseln und Knechtung“.
Schon kurz nach dem Erscheinen der Noten wird in der Zeitschrift Die Freundschaft der Brief eines Lesers mit folgendem Inhalt abgedruckt:

„(Ich) zeigte … meiner Mutter und Schwester diese Verse, die wie ein Gedicht klingen auch ohne diese eindringliche Weise seiner Melodie. Mutter und besonders meine Schwester … gaben mir die Hand und sagten: ‚Ich glaube, jetzt kann ich Dich schon verstehen.‘ Beide Frauen, die unserer Sache doch nur bedingt nahe stehen und deren große Liebe nun zu mir gefunden hatte, sie verstanden mich. … Mein Gast Jan Z. sagte, wie sehr sie sich in Holland, wo es weniger Verstehen als hier gibt, so ein Bundes- und Trutzlied schon öfter ersehnt hätten.“

Die Staatsbürgerliche Zeitung kommentierte das Lied in ihrer Ausgabe vom 27. Februar 1921 „… wie immer ungenierter jene geschlechtlich Abwegigen in der Öffentlichkeit aufzutreten belieben und wie groß die Verseuchungsgefahr besonders für unsere Jugend geworden ist“.
Neben diversen Coveraufnahmen verschiedener Art und Künstler veröffentlichte im Jahr 2020 anlässlich des 100. Jubiläums von Das lila Lied die Schwarzwald Dragqueen Betty BBQ aus Freiburg im Breisgau eine von ihr produzierte Neuauflage von Das lila Lied, interpretiert von der Freiburger Band Hairball Remedy unter dem Titel Das lila Lied – Hairball Remedy Coverversion. Ihre Intention hierzu beschreibt Betty BBQ selbst wie folgt: „Wer das Lied hört, wird schnell feststellen, wie unglaublich es ist, dass vor 100 Jahren so ein Text möglich war – zwischen den beiden zerstörerischen Weltkriegen und vor der menschen-verachtenden Nazi-Diktatur. Dass die Botschaft des Liedes heute noch ebenso aktuell ist, das sollte uns eine Ermahnung sein, dass die unsere Gesellschaft heute vielleicht doch nicht in jeder Hinsicht so modern und liberal ist, wie sie sich so gerne gibt.“ Zum Abschluss des Jahres 2020 veröffentlichte Betty BBQ gemeinsam mit dem Freiburger Kulturmanager Sebastian Heusel als Produzentenduo eine Remix-Version der Coveraufnahmen von Hairball Remedy, dies unter dem Titel Das lila Lied – Underground Remix. Erstellt wurde der bisher einzige Remix von Das lila Lied vom Freiburger Musikartisten Redneck Jack in Zusammenarbeit mit Betty BBQ und Sebastian Heusel. So äußert sich Betty BBQ dazu, dass es „wichtig war [...], Das lila Lied nicht um des ‚Remix Willen‘ zu verunstalten, sondern diesem einen würdigen Remix- und Party-Gewand zu geben, das die Botschaft und den Kampf der Homosexuellen nicht zu einer reinen Discobeat-Hülle werden lässt. Melodie, Gesang und die Botschaft zu erhalten und den Hörer zum Mitsingen und in die Musikbewegung einzuladen, also Das lila Lied noch erlebbarer zu machen [...].“

## Tondokumente
- Das lila Lied. Musik von Arno Billing. Text von Kurt Schwabach. Orchester mit Refraingesang. Homokord No. 16 191, aufgen. Berlin 1921.[13]
- Das lila Lied. Arno Billing. Marek Weber. Parlophon P.1214-II (Matr. Z 2980), aufgen. Berlin, 25. August 1921.[14]
- Sei meine Frau auf 24 Stunden (Das lila Lied) (Arno Billing) Künstler-Orchester Dajos Béla, Geigen-Primás. Odeon AA 79 927 (Matr. xxBo 7452), aufgen. Berlin, 17. Dezember 1921.[15]
- Das lila Lied – Hairball Remedy Coverversion – interpretiert von der Freiburger Band Hairball Remedy, veröffentlicht im Juni 2020 und produziert von Betty BBQ (ISRC (Coverversion) DELJ82031358, GTIN/EAN/UPC 4064832024982)[9]
- Das lila Lied – Underground Remix – interpretiert von Hairball Remedy feat. Redneck Jack & Betty BBQ, veröffentlicht im Dezember 2020 und produziert von Betty BBQ & Sebastian Heusel (ISRC (Remix) DEZC62050991, GTIN/EAN/UPC 4064832342000)[12]
- auf: Ute Lemper: Berlin Cabaret Songs (mit dem Matrix Ensemble), Decca – in zwei Fassungen (deutsch/englisch), englischer Text von Jeremy Lawrence